# Челлендж-лига 2022/2023
Челлендж-лига 2022/2023 — 20-й сезон Челлендж-лиги, второго дивизиона чемпионата Швейцарии по футболу. В розыгрыше принимали участие 10 команд. Сезон стартовал 15 июля 2022 года матчем между командами «Шаффхаузен» и «Тун», который завершился победой хозяев со счётом 1:0. В прошлом сезоне лигу покинули «Винтертур», вышедший в Суперлигу и «Кринс», вылетевший в Промоушен-лигу. Лигу пополнили «Лозанна», вылетевшая из Суперлиги и «Беллинцона», вышедшая из Промоушен-лиги.

## Команды
Всего в лиге участвуют 9 команд из Швейцарии и 1 из Лихтенштейна. Чемпион Челлендж-лиги 2021/2022 «Винтертур» вышел в Швейцарскую Суперлигу. Его заменила «Лозанна», которая вылетела в низшую лигу, заняв последнее место в швейцарской Суперлиге по итогам сезона 2021/2022. В Промоушен-лигу вылетел «Кринс», занявший последнее место в прошлом сезоне, его заменила «Беллинцона».
| Команда           | Город          | Стадион                 | Вместимость |
| ----------------- | -------------- | ----------------------- | ----------- |
| Арау              | Арау           | Брюгглифельд            | 8000        |
| Беллинцона        | Беллинцона     | Стадио Комунале         | 6000        |
| Вадуц             | Вадуц          | Райнпарк                | 7584        |
| Ивердон-Спорт     | Ивердон-ле-Бен | Мунисипаль              | 5360        |
| Стад Лозанна Уши  | Лозанна        | Олимпик де ла Понтез    | 15850       |
| Нёвшатель Ксамакс | Нёвшатель      | Стад де ля Маладьер     | 11997       |
| Шаффхаузен        | Шаффхаузен     | Вефокс Арена Шаффхаузен | 8200        |
| Тун               | Тун            | Стокгорн-Арена          | 10014       |
| Виль              | Виль           | Бергхольц               | 6958        |
| Лозанна-Спорт     | Лозанна        | Стад де ля Тюильер      | 12544       |

## Турнирная таблица
| М  | Команда          | И  | В  | Н  | П  | Мячи    | ±   | О  | Примечания                                       |
| -- | ---------------- | -- | -- | -- | -- | ------- | --- | -- | ------------------------------------------------ |
| 1  | Ивердон-Спорт    | 36 | 20 | 6  | 10 | 64 − 53 | +11 | 66 | Выход в Суперлигу                                |
| 2  | Лозанна          | 36 | 17 | 10 | 9  | 58 − 43 | +15 | 61 | Выход в Суперлигу                                |
| 3  | Стад Лозанна Уши | 36 | 17 | 9  | 10 | 70 − 53 | +17 | 60 | Стыковые матчи за выход в Суперлигу              |
| 4  | Арау             | 36 | 15 | 12 | 9  | 63 − 57 | +6  | 57 |                                                  |
| 5  | Виль             | 36 | 16 | 8  | 12 | 62 − 52 | +10 | 56 |                                                  |
| 6  | Тун              | 36 | 12 | 13 | 11 | 62 − 55 | +7  | 49 |                                                  |
| 7  | Шаффхаузен       | 36 | 12 | 8  | 16 | 51 − 59 | −8  | 44 |                                                  |
| 8  | Вадуц            | 36 | 7  | 16 | 13 | 54 − 56 | −2  | 37 | Квалификация в отборочный раунд Лиги конференций |
| 9  | Беллинцона       | 36 | 11 | 4  | 21 | 38 − 71 | −33 | 37 |                                                  |
| 10 | Ксамакс          | 36 | 4  | 12 | 20 | 42 − 65 | −23 | 24 | Стыковые матчи за вылет в Промоушен-лигу         |

И — игры, В — выигрыши, Н — ничьи, П — проигрыши, Мячи — забитые и пропущенные голы, ± — разница голов, О — очки

Источник: Schweizer Challenge League.

Правила классификации: 1) очки; 2) разница мячей; 3) забитые голы; 4) разница мячей в личных встречах; 5) забитые голы на выезде; 6) ничьи.

## Бомбардиры
| Место | Игрок               | Клуб             | Мячи |
| ----- | ------------------- | ---------------- | ---- |
| 1     | Брайтон Лабо        | Лозанна-Спорт    | 19   |
| 2     | Тедди Оку           | Стад Лозанна Уши | 19   |
| 3     | Габриэль Керематенг | Тун              | 16   |
| 4     | Шкельким Влади      | Арау             | 15   |
| 5     | Фазли Фалон         | Арау             | 14   |

## Комментарии
1. ↑  Домашний стадион клуба «Стад Лозанна Уши» «Стаде Хуан-Антонио-Самаранч» в Лозанне не отвечает требованиям Челлендж-лиги по вместимости, поэтому клуб играет на стадионе «Олимпик де ла Понтез» в Лозанне.[1]